# Insats & Försvar
Insats & Försvar var en tidskrift som gavs ut av Försvarsmakten med fyra nummer varje år. Tidskriften ersatte Arménytt, Marinnytt och Flygvapennytt genom att dessa tidningars redaktioner sammanfogades till en under ledning av chefredaktören Sven-Åke Haglund. Värnpliktiga som gjorde sin grundutbildning (GU) 1999 eller senare fick tidningen kostnadsfritt, liksom värnpliktiga under pågående grundutbildning eller i väntan på inryckning till sådan. Tidningen distribuerades kostnadsfritt även till anställda inom Försvarsmakten, hemvärnssoldater, skolor och bibliotek. 
Tidningen följde det som hände inom försvaret, både internationellt och nationellt, övningar, insatser, materiel med mera. År 2009 lades tidningen ned som ett led i Försvarsmaktens nya strategi att förlita sig på andra mediekanaler än trycksaker. 